# Croton echinulatus
Espèce
Croton echinulatus est une espèce de plantes à fleurs du genre Croton et de la famille Euphorbiaceae, présente du Brésil jusqu'en Argentine (Entre Rios).
Il a pour synonyme :
- Croton pycnocephalus var. echinulatus, Griseb., 1879